# Abu al-Abjad
Abu al-Abjad (arab. Abū al-Abyaḍ) – wyspa na Zatoce Perskiej, należąca do emiratu Abu Zabi, wchodzącego w skład Zjednoczonych Emiratów Arabskich. Jest to największa wyspa kraju, położona ok. 5 km od wybrzeża Półwyspu Arabskiego.
Abu al-Abjad liczy ok. 35 km długości i 12 km szerokości. Teren wyspy jest w przeważającej części pustynny, z występującymi gdzieniegdzie sebhami.